# 水观乡
水观乡，是中华人民共和国四川省绵阳市平武县曾经下辖的一个乡。2019年12月，撤销水观乡和南坝镇，设立江油关镇。

## 行政区划
水观乡撤销前下辖以下地区：
平溪村、大沟村、天鹅村、凤鹤村、观凤村和龙岩村。